# Efecto Pockels
El efecto Pockels es un efecto electroóptico que consiste en el cambio del índice de refracción de un medio cuando sobre éste actúa un campo eléctrico, que puede ser variable o constante; la variación con el campo es lineal y de pequeña magnitud. El efecto Pockels permite gobernar fácilmente el índice de refracción de un medio por lo que tiene múltiples aplicaciones. En una lente cuyo índice cambie con el campo eléctrico aplicado se puede modificar su focal. Análogamente es posible gobernar temporalmente la desviación de un rayo para construir sistemas de barrido. Los materiales empleados para la utilización del efecto Pockels deben ser materiales no centrosimétricos. 
El efecto Pockels debe su nombre al físico italoalemán Friedrich Carl Alwin Pockels quien lo estudió en 1893.